# Jętkówka karpacka
Jętkówka karpacka (Serratella ignita) – gatunek jętki z rodziny jętkówkowatych.

## Taksonomia
Gatunek ten został opisany w 1761 roku przez Nicolausa Podę jako Ephemera ignita

## Opis
Jętka ta osiąga od 6 do 9 mm długości ciała i dodatkowo od 6 do 9 mm długości przysadek ogonowych. Imagines latają od czerwca do września. Larwy przechodzą swój rozwój wyłącznie w wodach płynących, od nizinnych do podgórskich.

## Rozprzestrzenienie
W Europie gatunek ten został wykazany z Albanii, Austrii, Bośni i Hercegowiny, Bułgarii, Korsyki, Chorwacji, Czech, Danii, europejskiej Turcji, Finlandii, Francji, Grecji, Hiszpanii, Holandii, Irlandii, byłej Jugosławii, Litwy, Luksemburga, Łotwy, Macedonii Północnej, Niemiec, Norwegii, Polski, Rumunii, Rosji, Sardynii, Słowacji, Słowenii, Szwecji, Szwajcarii, Sycylii, Ukrainy, Węgier, Wielkiej Brytanii i Włoch. Ponadto występuje we wschodniej Palearktyce i na Bliskim Wschodzie.